# Южный Буг
Ю́жный Буг (укр. Півде́нний Буг) — река на юго-западе Украины; в пределах Хмельницкой (122 км), Винницкой (324 км), Кировоградской (70 км), Одесской (40 км; по границе с Кировоградской) и Николаевской (250 км) областей. Длина — 806 (до лимана 792—806) км, площадь водосборного бассейна — 63 700 км². Уклон реки — 0,4 м/км.
Относится к числу больших рек бассейна Чёрного моря; единственная крупная река Украины, полностью протекающая по её территории.

## Название
По мнению А. И. Соболевского, др.-русск. Богъ (совр. Южный Буг) — сарматское слово. Г. А. Ильинский реконструирует *Бъгъ и видит в нём ступень чередования с Буг. Я. Розвадовский и М. Фасмер сближают Богъ с герм. *baki-, нов.-в.-н. Bach, д.-в.-н. bah «ручей», др.-исл. bekkr, слав. bagno и т. п.
Сторонники исконно славянского происхождения гидронима сопоставляют его с именем вождя антов — Бож (Боз, Бус) (IV век; упоминается в «Слове о полку Игореве»).
Исторические названия: др.-греч. Ὕπανις (IV в. до н. э.); Vagosola (VI в. н. э.) у Иордана; лат. Bagossola (VII ст. н. э.); греч. Βογου̃; Богъ; Bog, Boh, Bohus, Бъоугъ, Аксу на картах XV—XVII ст.; Богъ (1750); Бокгъ; Буг, Бог, [изредка] укр. Біг.
Современное название появилось случайно. Проводя исследования, геолог В. Д. Ласкарев не заметил разницы названий реки Буг (современный Западный Буг) и Бог, как называли эту реку. Дабы различать их в будущем, он нанёс на карту названия Южный Буг и Западный Буг, хотя Южный назывался не Буг, а Бог.

## Рельеф бассейна, гидрография

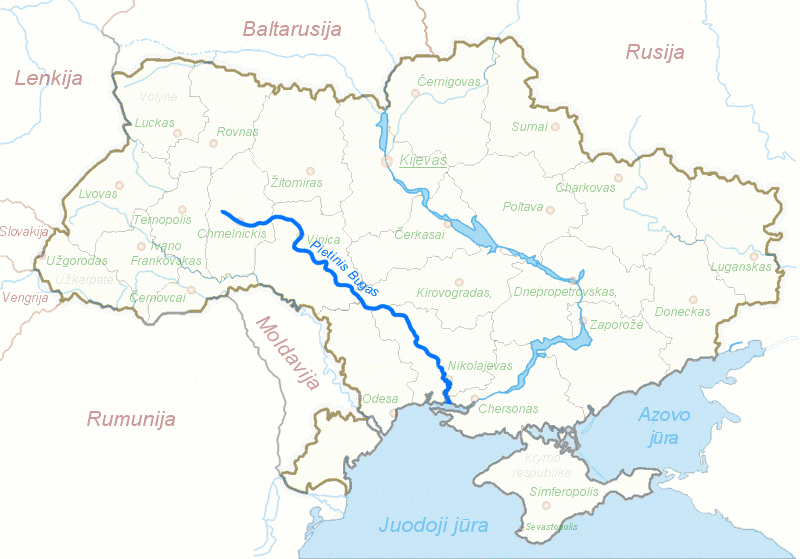
Южный Буг на карте

Южный Буг берёт начало в Подолье, в Волочисском районе (к востоку от Волочиска) и 90 км западнее Хмельницкого из болот на Волыно-Подольской возвышенности [меж Волынской и Подольской возвышенностями, на восточных пологих склонах узкой холмистой гряды (пасма) Толтры (Тернопольские, Подволочисские) — Медоборы — дна (рифов) и берегов сарматского моря], оттуда течёт на восток через Винницу, вблизи которой меняет направление на юго-восточное и впадает в Бугский лиман, затем образуя вместе с Днепром (Днепровским лиманом) Днепро-Бугский лиман (вблизи раскопок древнего города Ольвия), и далее в Чёрное море.

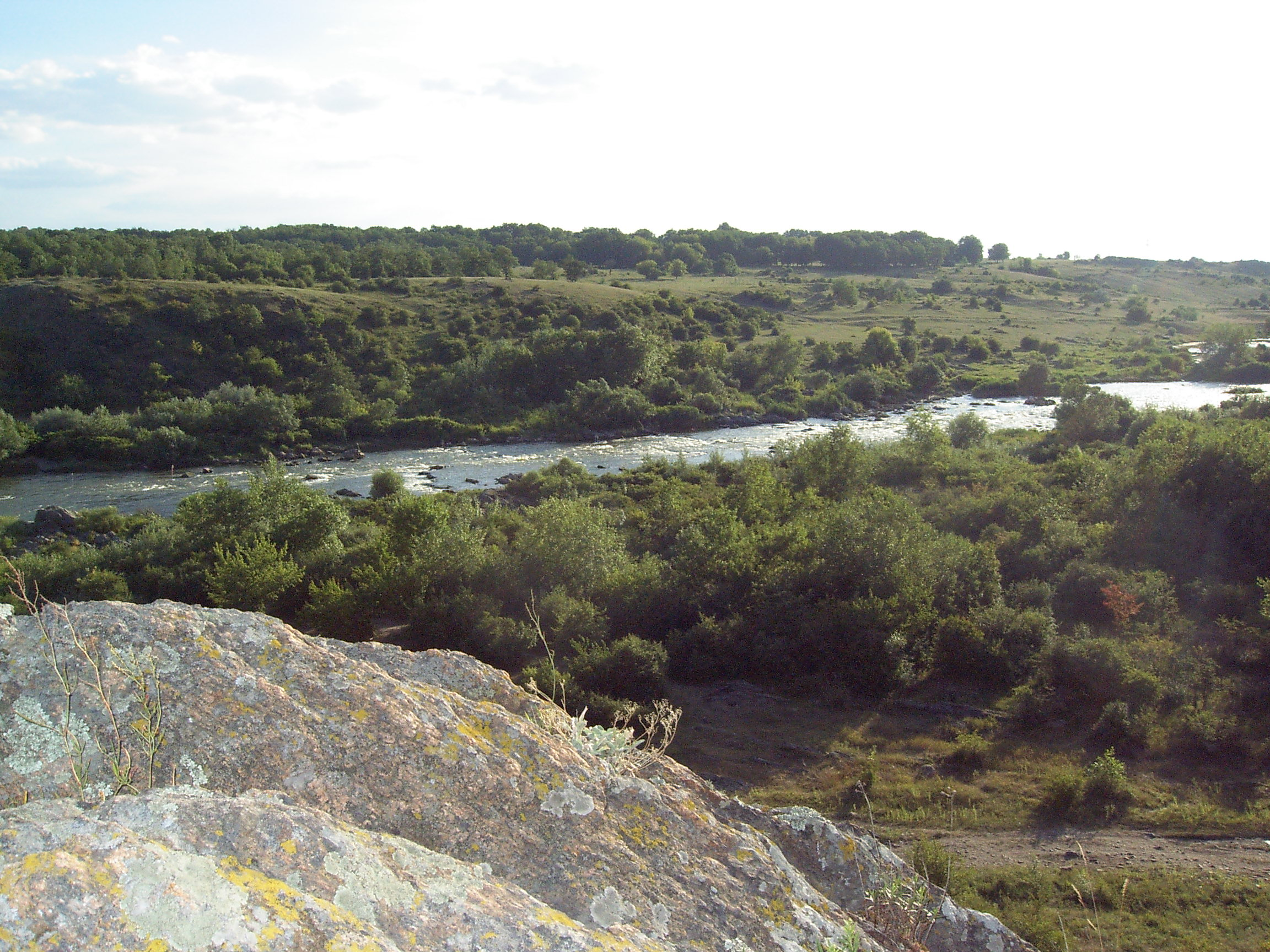
Гранитные пороги Южного Буга у села Мигия возле Первомайска

В верховье (до устья Иквы) течёт по открытой заболоченной местности в низких берегах (долина шириной 600—1200 м) и имеет характер равнинной реки [средний уклон 0,37 м/км]. Ниже, в среднем течении — в глубокой долине, берега повышаются, долина суживается до 200—600 м; в местах, где на поверхность выходят кристаллические породы (граниты, гнейсы), долины Буга и его притоков узкие, с крутыми склонами, в русле реки имеются пороги (а также перекаты, быстрины) — «Бугские пороги» (Печерские) в районе села Печера и др., а также осерёдки-острова (с рукавами-воложками); средний уклон 0,46 м/км. На участках, где граниты залегают глубже (в коих кристаллические породы перекрыты толщей осадочных пород), течение спокойнее (на участке Гнивань-Тывров — 0,2 м/с, ниже Ладыжина 0,5 м/с), долины речек с широкими террасами. В среднем течении Буг течёт меж Подольской и Приднепровской возвышенностями (Буго-Днестровским и Днепро-Бугским водоразделами), представляющими собой волнистую лёссовую равнину (абсолютные высоты 200—362 над уровнем моря), и образует так называемый дол (широкую долину), подол [хотя, собственно Подолия (и Подольская возвышенность) располагается к западу, между бассейнами Южного Буга и Днестра; таким образом Южный Буг протекает через три исторические местности — Подолье, Брацлавщину {Винницкая лесостепная обл. — Подольское Побужье} и Побужье (в узком смысле; в широком смысле, Побужье — это весь бассейн Южного Буга)].
От Первомайска до села Александровки на протяжении свыше 70 км берега высокие (до 90 м), почти везде крутые, скалистые, русло узкое, порожистое.
Наибольшие пороги — Мигейские, Богдановские, Бужский Гард, возле с. Александровки, и др. Основные пороги сосредоточены на участке от Винницы до Бугского (выше п. Александровки). Средний уклон 0,92 м/км. Ниже Александровки в пределах Причерноморской низменности долина и русло речки расширяются. 

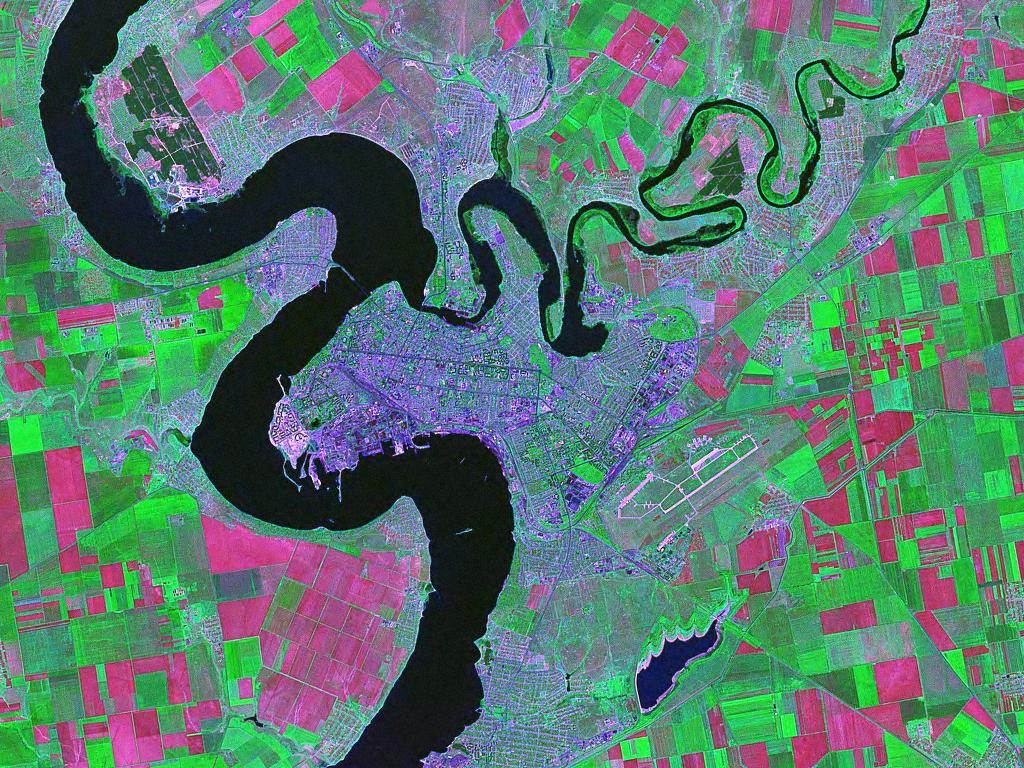
Вид на Николаев из космоса. Справа — Ингул впадает в Южный Буг

Возле Николаева ширина русла достигает 2 км, течение практически приостанавливается. Ниже гирла Ингула начинается лиман (воронкообразный, наподобие эстуария) — затопленный устьевой участок (речных долин), какие создают удивительную сеть водных плёсов.

## Гидрология
Питание снеговое и дождевое (преобладает), а также за счёт подземного стока. Половодье с конца февраля до середины апреля — начала мая, межень с июня по февраль; паводки редки. Сток реки характеризуется значительной изменчивостью. Средний расход воды [в 132 км от устья] возле с. Александровка 92,1 м³/сек (наибольший — 5320 м³/сек, наименьший — 2,6 м³/сек). Доля весеннего стока составляет (от годового) — 61 %, летнего — 9 %, осеннего — 12 %, зимнего — 18 %. Сток реки, практически, мало зарегулирован. Южный Буг не имеет каскада водохранилищ, крупных ГЭС (как, например, Днепр). 
Замерзает почти регулярно в ноябре (декабре) — феврале, вскрывается к середине марта; ледовый режим не постоянный, зачастую зимой наблюдается повторное таянье и замерзание. В нижнем течении в тёплые зимы ледостав отсутствует. Минерализация воды в створе с. Александровка (в районе Южно-Украинской АЭС) составляет: весеннее половодье — 600 мг/дм³; летне-осенняя межень — 674 мг/дм³; зимняя межень — 701 мг/дм³.

## Притоки
Южный Буг принимает более 70 притоков (15 мелких, без названия)
Правые
- Плоска
- Волк
- Згар
- Ров
- Сельница (Сильница)[укр.]
- Тростянка (Тростянец)[укр.]
- Дохна
- Савранка
- Кодыма
- Чичеклея

Левые
- Бужок
- Кудыма[укр.]
- Иква
- Снивода[укр.]
- Десна (Десёнка)
- Тяжиловка[укр.]
- Соб
- Удыч
- Синица
- Синюха
- Мертвовод
- Гнилой Еланец
- Ингул
- Корабельная

## Галерея

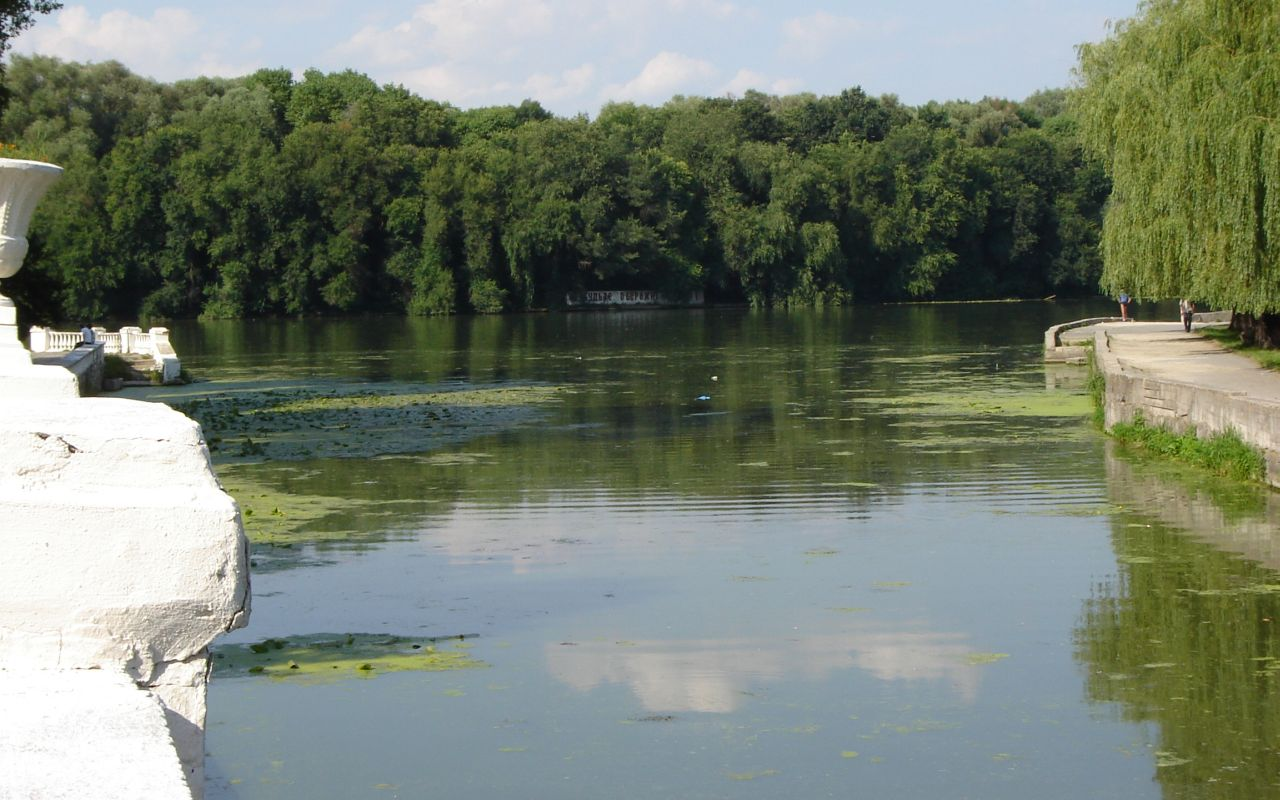
Река Плоска (на переднем плане) впадает в Южный Буг
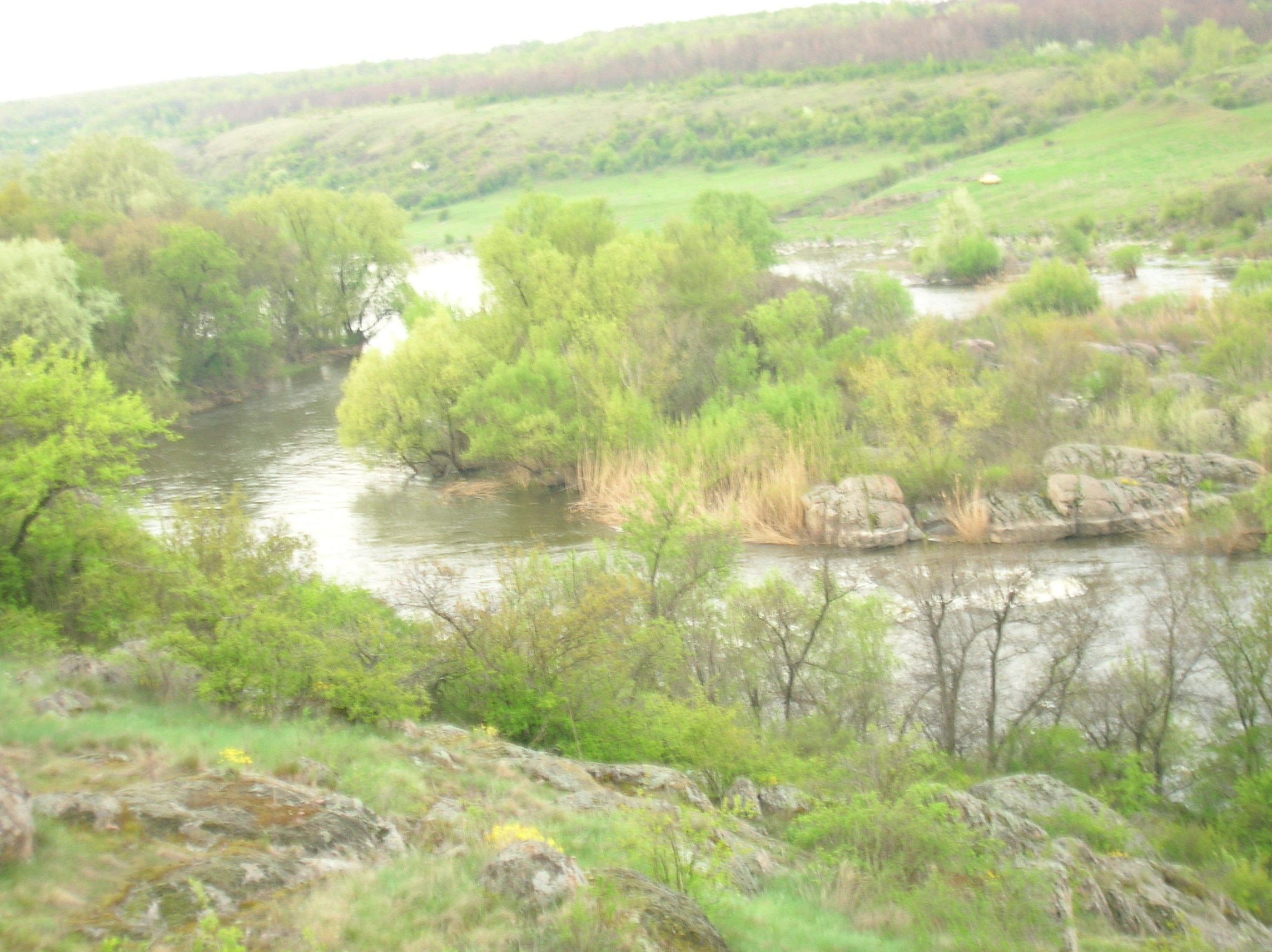
Южный Буг вблизи села Мигия
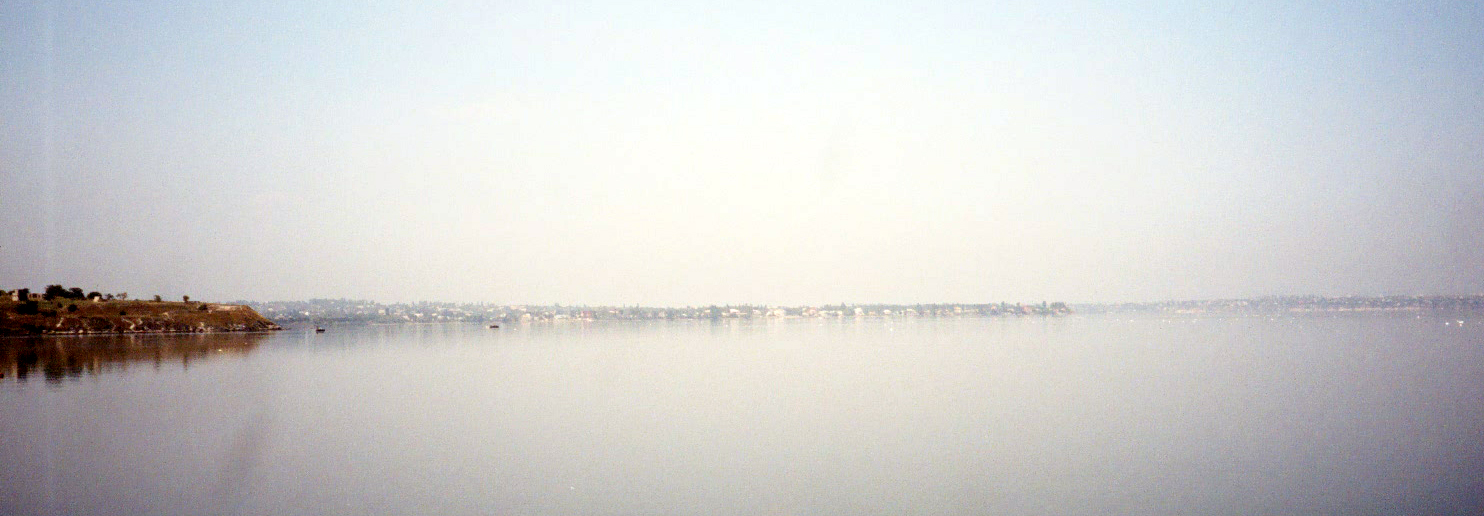
Слияние Южного Буга и Ингула в Николаеве
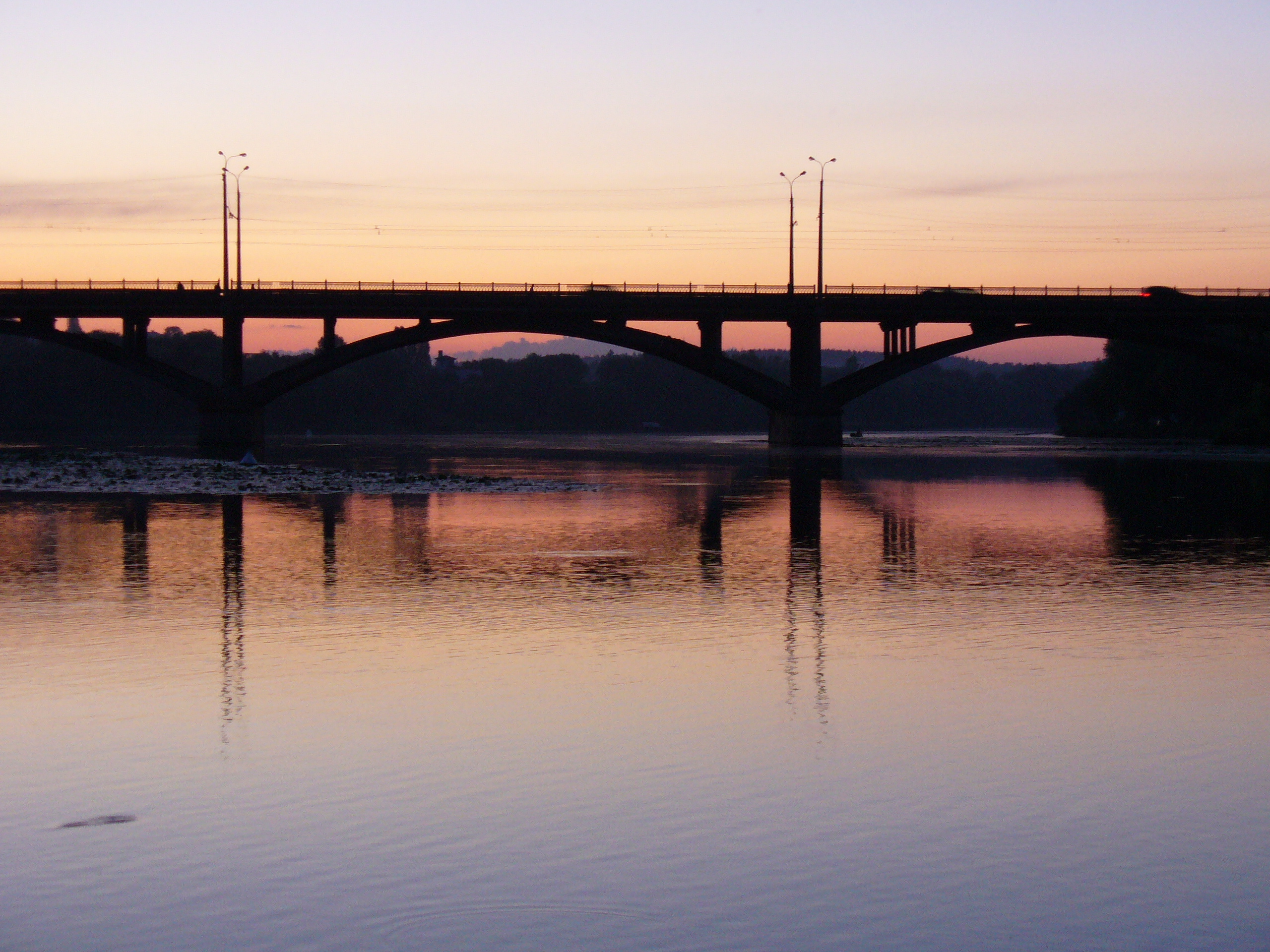
Закат на реке Южный Буг, г. Винница
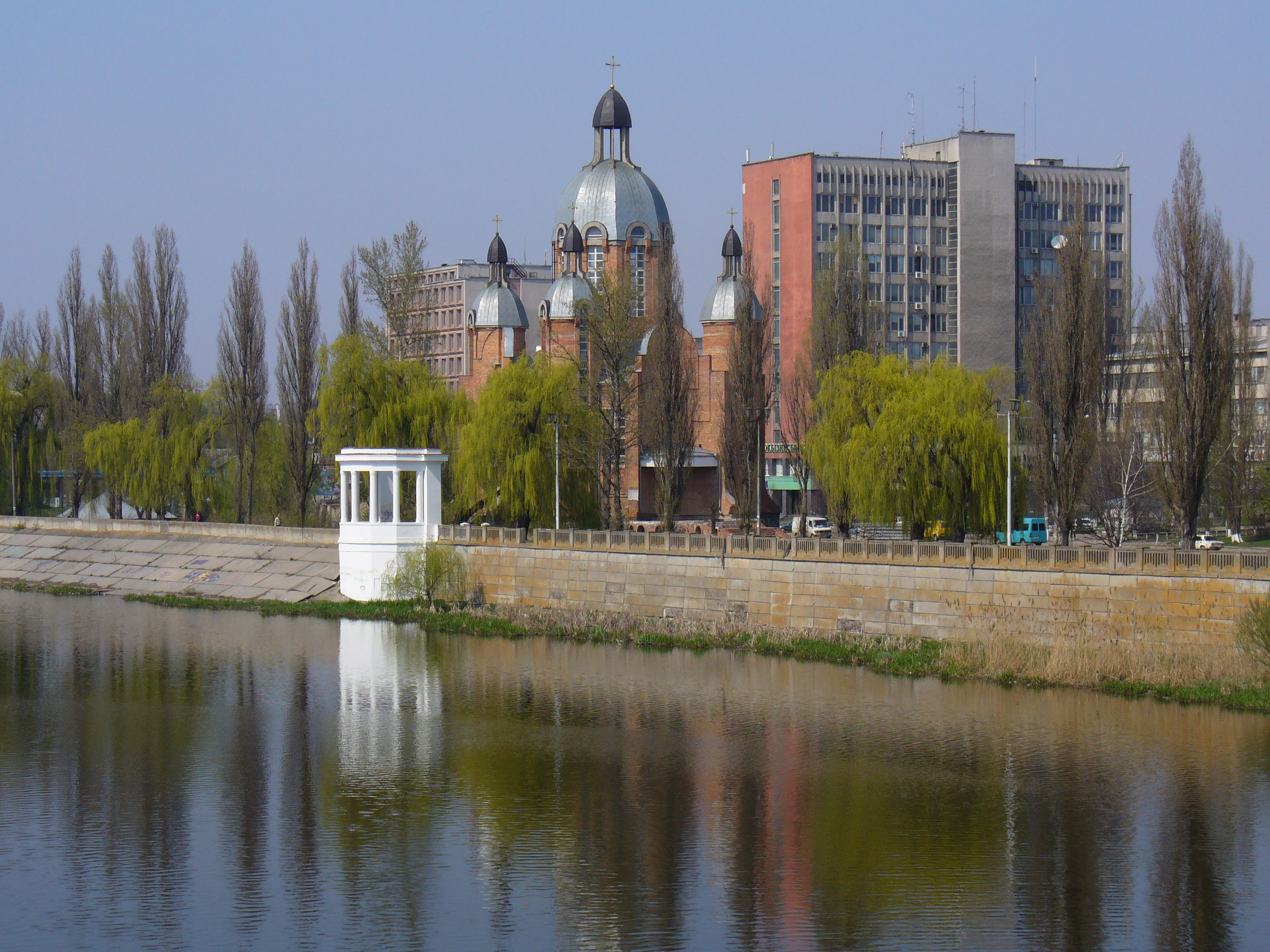
Набережная реки Южный Буг, г. Винница